# Costin Miereanu
Costin Miereanu (født 27. februar 1943 i Bukarest, Rumænien) er en rumænsk/fransk komponist og professor.
Miereanu studerede komposition på Musikkonservatoriet i Bukarest hos bl.a. Alfred Mendelsohn og Dan Constantinescu. Han studerede videre i Paris på École des hautes études en sciences sociales og Schola Cantorum. Han studerede også på sommerkurser i Darmstadt med bl.a. Karlheinz Stockhausen og György Ligeti. Miereanu har skrevet 3 symfonier, orkesterværker, operaer, elektronisk musik, og solostykker for mange instrumenter etc.

## Udvalgte værker
- Symfoni nr. 1 "En tid uden Hukommelse" (1989-1992) - for orkester
- Symfoni nr. 2 "Orison" (1999) - for orkester
- Symfoni nr. 3 "se om Morgenen" (2001) - for orkester
- "Rosario" (1973-1976) - for stort orkester